# گی‌هرست
گی‌هرست (به انگلیسی: Gayhurst) یک روستا و محله مدنی در بریتانیا است که در میلتون کینز واقع شده‌است. گی‌هرست ۱۲۸ نفر جمعیت دارد.